# L'uomo di ferro (Ted Hughes)
L'uomo di ferro (The Iron Man) è un racconto di fantascienza per ragazzi scritto da Ted Hughes e pubblicato per la prima volta nel 1968.
Dal romanzo è stato tratto nel 1999 il film d'animazione Il gigante di ferro.

## Trama
L'Uomo di ferro arriva apparentemente dal nulla, e il suo aspetto è descritto in dettaglio. Per sopravvivere, si nutre di attrezzature agricole locali. Quando i lavoratori della fattoria scoprono i loro trattori e scavatori distrutti, viene impostata una trappola costituita da un pozzo coperto su cui è posto un camion rosso come esca. Hogarth, un ragazzo del posto, attira l'Uomo di Ferro sulla trappola. Il piano ha successo e l'Uomo di ferro è sepolto vivo. A primavera, l'Uomo di ferro esce dalla fossa scavando. Per tenerlo fuori mano, il ragazzo Hogarth lo porta in un mucchio di rottami di metallo per banchettare. L'Iron Man promette di non causare ulteriori guai per la gente del posto, purché nessuno lo disturbi.
Il tempo passa e l'Uomo di ferro è ormai considerato semplicemente un altro membro della comunità. Tuttavia, gli astronomi che monitorano il cielo fanno una nuova spaventosa scoperta: un enorme essere spaziale, simile a un drago, che sta scendendo dall'orbita alla terra sulla superficie. La creatura (presto soprannominata "Space-Bat-Angel-Dragon") si schianta rovinosamente sull'Australia (il mostro è abbastanza grande da coprirla per intero) e chiede all'umanità di procurargli del cibo.
Terrorizzati, gli umani mandano i loro eserciti a distruggere il drago, ma questi rimane illeso. Quando l'Uomo di ferro sente parlare di questa minaccia globale, si lascia disassemblare e trasportare in Australia, dove sfida la creatura a una gara di forza. Se lui resisterà al calore del petrolio in fiamme per più tempo di quanto il drago spaziale sopporti il calore del Sole, la creatura dovrà obbedire ai comandi dell'Uomo di ferro per sempre; se invece l'Uomo di ferro si scioglierà prima o si arrenderà prima del drago, quest'ultimo potrà divorare tutta la Terra.
Dopo due round, il drago è così bruciato che non sembra più fisicamente spaventoso. Al contrario, l'Uomo di ferro ha solo un lobo dell'orecchio deformato.
Il drago alieno ammette la sconfitta e quando gli viene chiesto il motivo per cui è venuto sulla Terra, l'alieno rivela di essere un pacifico "spirito stellare" che ha provato eccitazione per le immagini e i suoni prodotti dell'umanità violenta. Nella vita era un cantante della "musica delle sfere"; l'armonia musicale che la sua specie intona e che mantiene il cosmo in equilibrio stabile.
L'Uomo di Ferro ordina allo Spirito Stellare di cantare agli abitanti della Terra per aiutare a guidare l'umanità verso un senso di pace. La bellezza della sua musica distrae la popolazione terrestre dal suo egocentrismo e dalla sua tendenza a combattere, causando la prima pace duratura a livello mondiale.

## Edizioni
(parziale)
- Ted Hughes, L'uomo di ferro. Lotta di giganti per la salvezza della terra, Trad. di Sandra Giorgini; ill. di George Adamson; coll.: Biblioteca Universale; tit. orig. The Iron Man: A Story in Five Nights, Milano, Rizzoli, 1977,  p. 71.
- Ted Hughes, L'uomo di ferro, Trad. di Ilva Tron; ill. di Andrew Davidson; coll.: Junior Mondadori; tit. orig. The Iron Man, Milano, Mondadori, 2003,  p. 58, ISBN 88-04-43681-6.
- Ted Hughes, L'uomo di ferro, Trad. di Ilva Tron; ill. di I. Bruno; coll.: Oscar junior; tit. orig. The Iron Man, Milano, Mondadori, 2013, ISBN 978-88-04-62032-7.